# Tomoaki Ōkubo
Tomoaki Ōkubo (japanisch 大久保 智明 Ōkubo Tomoaki; * 23. Juli 1998 in Tokio, Präfektur Tokio) ist ein japanischer Fußballspieler.

## Karriere
Tomoaki Ōkubo erlernte das Fußballspielen in den Jugendmannschaften von Beetle Eleven und Tokyo Verdy sowie in der Universitätsmannschaft der Chūō-Universität. Von der Universität wurde er von August 2019 bis Saisonende 2020 an die Urawa Red Diamonds ausgeliehen. Der Verein aus Urawa-ku spielte in der ersten Liga des Landes, der J1 League. Nach der Ausleihe wurde er im Februar 2021 von dem Erstligisten fest unter Vertrag genommen. Sein Erstligadebüt gab Tomoaki Ōkubo am 17. März 2021 im Heimspiel gegen Hokkaido Consadole Sapporo. Hier wurde er in der 64. Minute für Kōya Yuruki eingewechselt. Am 19. Dezember 2021 stand er mit dem Klub im Endspiel des Kaiserpokals, dass man mit 2:1 gegen Ōita Trinita gewann. Am 4. November 2023 stand er mit den Urawa Reds im Finale des Ligapokals. Hier verlor man gegen den Erstligisten Avispa Fukuoka mit 2:1.

## Erfolge
Urawa Red Diamonds
- Japanischer Pokalsieger: 2021
- Japanischer Ligapokalfinalist: 2023